# Parkstone
Parkstone är en stadsdel i Poole i distriktet Bournemouth, Christchurch and Poole, i Storbritannien. Den ligger i grevskapet Dorset och riksdelen England, i den södra delen av landet, 150 km sydväst om huvudstaden London. Parkstone ligger 60 meter över havet och antalet invånare är 9 593. Stadsdelen hade 11 010 invånare år 2021. Parkstone var en civil parish 1866–1905 när blev den en del av Poole. Civil parish hade 6 550 invånare år 1901.
Terrängen runt Parkstone är platt. Havet är nära Parkstone söderut.  Närmaste större samhälle är Poole, 3,3 km sydväst om Parkstone. 